# 美國烹飪學院
美國烹飪學院（英語：Culinary Institute of America，縮寫：CIA）是一家廚藝學院，校本部位於美國紐約州達奇斯縣海德帕克，在加利福尼亞州聖海倫娜、納帕、德克薩斯州聖安東尼奧市以及新加坡有分校，是一家非營利性學術機構，擁有世界最多的美國烹飪協會廚師。學院也提供專業諮詢和繼續教育。

## 歷史
該學院由弗朗西斯·羅斯（Frances Roth）和凱瑟琳·安吉爾（Katharine Angell）成立於1946年，當時坐落於康涅狄格州紐黑文。第一期只有16名學生，且只是作為再教育二戰老兵的假期培訓學校而存在的。1951年改現名。1972年搬至海德帕克。

## 品牌化
該學院有品牌授權項目，可以提供餐飲業專業人士和器皿製造公司使用其名稱的權力。
該大學亦負責出版專業烹飪書籍《專業廚師》（The Professional Chef）。

## 奧吉獎
奧吉獎 （Augie Award）是由該學院負責颁发的一個獎項，目的是獎勵業內有成就的人士。“Augie”一名是爲了紀念著名廚師奥古斯特·埃斯科菲耶（Auguste Escoffier），該獎首次頒發於2007年4月。

## 外部連結
- 官方网站

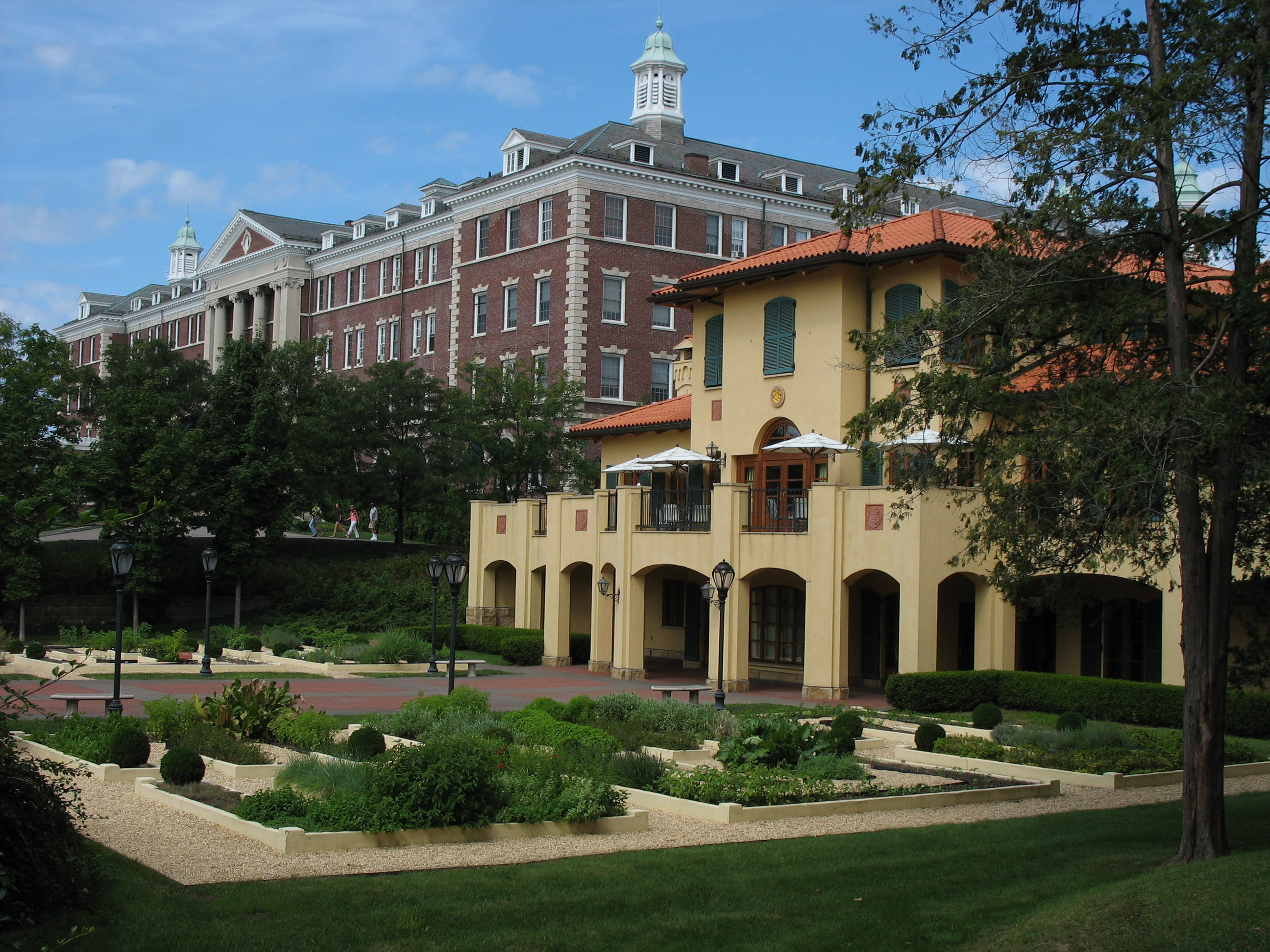
海德帕克校區

- The Culinary Institute of America's Hyde Park, NY Restaurants （页面存档备份，存于）
- Instructional videos produced by the CIA on YouTube （页面存档备份，存于）

41°44′45″N 73°55′59″W / 41.745941°N 73.932959°W